# Sphaerodactylus pimienta
Sphaerodactylus pimienta — вид геконоподібних ящірок родини Sphaerodactylidae. Ендемік Куби. Вид названий на честь американського герпетолога Джеймса Артура Олівера.

## Опис
Гекон Sphaerodactylus pimienta є відносно великим представником свого роду, його довжина (без врахування хвоста) становить 17-36 мм.

## Поширення і екологія
Sphaerodactylus pimienta мешкають в передгір'ях гірського масиву Сьєрра-Маестра, розташованого на південному сході Куби. Вони живуть серед карстових вапнякових скель, порослих заростями агави. Зустрічаються на висоті до 260 до 465 м над рівнем моря. Відкладають яйця.

## Збереження
МСОП класифікує цей вид як такий, що перебуває під загрозою зникнення. Sphaerodactylus pimienta загрожує знищення природного середовища. 